# Христос, исцеляющий больных (гравюра Рембрандта)
«Христос, исцеляющий больных», или «Лист в сто гульденов» (нидерл. De predikende Christus (De Honderd Gulden prent)) — офорт выдающегося голландского художника: живописца, рисовальщика и гравёра, Рембрандта Харменса ван Рейна, существующий в двух «состояниях» (обычно Рембрандт в процессе работы делал много промежуточных оттисков, фиксировавших отдельные этапы, называемых «состояниями»), первое из которых — очень редкое, есть всего лишь несколько экземпляров.
Второе название офорта — «Лист в сто гульденов» появилось, по одной версии, после того, как офорт был однажды продан за такую огромную по меркам XVII века сумму. Вторая версия — Рембрандт обменял свой офорт на редкое старинное произведение Маркантонио Раймонди, гравёра Рафаэля, за которое торговец первоначально просил 100 гульденов. Офорт, на котором изображено более сорока фигур, считается одним из лучших у Рембрандта.

## Тема и композиция офорта
Офорт иллюстрирует 19-ю главу Евангелия от Матфея. Однако Рембрандт соединил в одной композиции несколько эпизодов. В центре офорта — Иисус Христос. Фарисеи, искушавшие Его «по всякой ли причине позволительно человеку разводиться с женою своею?» находятся у левого края композиции. Также в левой части изображены матери, несущие детей, и апостол Пётр, не пускающий их к Иисусу: «Тогда приведены были к Нему дети, чтобы Он возложил на них руки и помолился; ученики же возбраняли им. Но Иисус сказал: пустите детей и не препятствуйте им приходить ко Мне, ибо таковых есть Царство Небесное». Между матерями сидит богатый юноша «с печалью», которому Иисус Христос сказал: «продай имение твое и раздай нищим; и будешь иметь сокровище на небесах». В правой части офорта представлены больные, жаждущие исцеления: «За Ним последовало много людей, и Он исцелил их там». В проём входит верблюд, навстречу которому выходит человек в богатой одежде — намёк на слова Иисуса «удобнее верблюду пройти сквозь игольные уши, нежели богатому войти в Царство Божие».
Как всегда у Рембрандта композиция офорта пронизана тональным напряжением: тёмная масса штрихов в правой части и освещённая «небесным», метафизическим светом центральная часть с фигурой Христа. Характерно также затемнение переднего плана и «скос угла» в правой нижней части композиции. Такие приёмы использовали в своих картинах малые голландцы, однако Рембранд усиливает этот приём, создавая особую пространственность, оставляя как бы незавершёнными, а только намеченные контурными линиями, фигуры в левой части композиции. Всё вместе придаёт офорту скрытое напряжение, экспрессию, соответствующую духовному смыслу сцены.